# Sheridan (Colorado)
Sheridan és una població dels Estats Units a l'estat de Colorado. Segons el cens del 2000 tenia 5.600 habitants.

## Demografia
Segons el cens del 2000, Sheridan tenia 5.600 habitants, 2.236 habitatges, i 1.372 famílies. La densitat de població era de 982,8 habitants per km².
Dels 2.236 habitatges en un 30,3% hi vivien nens de menys de 18 anys, en un 39,9% hi vivien parelles casades, en un 15,2% dones solteres, i en un 38,6% no eren unitats familiars. En el 31,7% dels habitatges hi vivien persones soles el 12,5% de les quals corresponia a persones de 65 anys o més que vivien soles. El nombre mitjà de persones vivint en cada habitatge era de 2,5 i el nombre mitjà de persones que vivien en cada família era de 3,14.
Per edats la població es repartia de la següent manera: un 26,2% tenia menys de 18 anys, un 10,1% entre 18 i 24, un 30,5% entre 25 i 44, un 20,6% de 45 a 60 i un 12,6% 65 anys o més.
L'edat mediana era de 35 anys. Per cada 100 dones de 18 o més anys hi havia 103,1 homes.
La renda mediana per habitatge era de 34.984 $ i la renda mediana per família de 38.500 $. Els homes tenien una renda mediana de 29.655 $ mentre que les dones 22.500 $. La renda per capita de la població era de 16.635 $. Entorn del 9% de les famílies i l'11,8% de la població estaven per davall del llindar de pobresa.

## Poblacions més properes
El següent diagrama mostra les poblacions més properes.